# リン化銅(I)
リン化銅(I)(Copper phosphide)は、銅とリンの化合物で、銅のリン化物である。黄灰色の非常に脆い結晶である。水とは反応しない。
結晶学的研究により、実際の化学式はCu3Pではなく、銅原子のあるべき箇所が部分的に埋まっていないCu3-xPであることが分かっている。
リン青銅においては、銅の非常によい脱酸剤として機能する。
赤リンと銅を多く含む物質等との反応により、反射炉やるつぼで製造できる。また、次亜リン酸銅(II)への紫外線照射によって、光化学的に合成することもできる。
銅イオンを含む溶液に白リンを晒すと、表面に青黒色のリン化銅膜が形成される。このことから、白リン粒子が付着した創傷は1%硫酸銅溶液で洗浄される。リン化銅は紫外線に晒すと蛍光を発するため、付着した粒子を容易に除去できるようになる。リン化銅の保護層の形成はリンを呑み込んだ場合にも用いられ、治療の一環として硫酸銅による胃洗浄が行われる。